# Reefs Harbour-Shoal Cove West-New Ferolle
Reefs Harbour-Shoal Cove West-New Ferolle is een local service district (LSD) en designated place (DPL) in de Canadese provincie Newfoundland en Labrador. Het bevindt zich aan de noordwestkust van het eiland Newfoundland.

## Geografie
Reefs Harbour-Shoal Cove West-New Ferolle bestaat uit drie dorpen die gelegen zijn aan de westkust van het Great Northern Peninsula, het meest noordelijke gedeelte van Newfoundland. Het betreft, van oost naar west, de plaatsen Reefs Harbour, Shoal Cove West en New Ferolle. Die laatste plaats ligt op het schiereiland New Ferolle, een subschiereiland van het Great Northern Peninsula.

## Geschiedenis
In 1993 werd het local service district werd Reefs Harbour-Shoal Cove West-New Ferolle opgericht, waardoor de drie dorpen voor het eerst beperkt lokaal bestuur kregen. Sinds de volkstelling van 2001 beschouwt Statistics Canada het ook als een designated place.

## Demografie
Reefs Harbour-Shoal Cove West-New Ferolle heeft, net als de meeste afgelegen gebieden van Newfoundland, te maken met een proces van ontvolking door vergrijzing en emigratie. Tussen 1991 en 2021 daalde de bevolkingsomvang van 442 naar 190. Dat komt neer op een daling van 252 inwoners (-57,0%) in 30 jaar tijd.
| Demografische ontwikkeling tussen 1991 en 2021                  |
| --------------------------------------------------------------- |
|                                                                 |
| Bron: Statistics Canada (1991–1996, 2001–2006, 2011–2016, 2021) |